# Vetenskapsåret 1742

## Händelser
- Gruvorna i Gällivare malmberg (Malmfälten) bearbetas för första gången.
- Anders Celsius publicerar uppsatsen "Observationer om twänne beständiga Grader på en Thermometer" i Kungliga Vetenskapsakademiens handlingar, där han föreslår vattnets kokpunkt och fryspunkt vid normalt lufttryck som referenspunkter för en termometerskala.
- Colin Maclaurin visar att en linsformad rotationsellipsoid är en möjlig jämvikt för Newtons gravitationsteori.
- Colin Maclaurin publicerar Treatise On Fluxions, där han bland annat beskriver Maclaurinserier.

### Matematik
- Juni - Christian Goldbach formulerar Goldbachs hypotes [1] i ett brev till Leonhard Euler.

## Pristagare
- Copleymedaljen: Christopher Middleton

## Födda
- 18 maj - Lionel Lukin (död 1834), engelsk uppfinnare.
- 1 juli - Georg Christoph Lichtenberg (död 1799), tysk fysiker..
- 27 juli - Rutger Macklean (död 1816), reformator av svenska jordbruket.
- 3 oktober - Anders Jahan Retzius (död 1821), svensk naturforskare.
- 3 december - James Rennell (död 1830), brittisk geograf.
- 9 december - Carl Wilhelm Scheele (död 1786), svensk kemist.
- 26 december - Ignaz von Born (död 1791), tysk mineralog.

## Avlidna
- 14 januari - Edmond Halley (född 1656), brittisk astronom.
- 17 februari - Kilian Stobæus (född 1690), svensk naturforskare.
- 13 maj - Nicolas Andry de Boisregard (född 1658), fransk medicinare.
- 21 maj - Lars Roberg (född 1664), svensk forskare.
- 22 september - Frederic Louis Norden (född 1708), dansk upptäcktsresande.

### Fotnoter
1. ↑  Crilly, Tony (2007). 50 Mathematical Ideas you really need to know. London: Quercus. sid. 37. ISBN 978-1-84724-008-8